# Parafýzy
Parafýzy jsou částí výtrusorodé vrstvy u některých hub. Jsou to sterilní vláknité hyfy, které zakončují hymenia některých vřeckovýtrusných i stopkovýtrusných hub. Jsou vmezeřené mezi vřecky či bazidii.
U kapradin termín parafýza označuje sterilní vlákna mezi výtrusnicemi.